# Campionati africani di atletica leggera 2018 - Staffetta 4×400 metri maschile
La staffetta 4×400 metri maschile ai campionati africani di atletica leggera di Asaba 2018 si è svolta il 4 e 5 agosto allo Stadio Stephen Keshi.

## Risultati

### Batterie
Qualificazione: le prime 3 squadre nazionali di ogni batteria (Q) e le 2 più veloci delle escluse (q) si qualificano in finale.
| Class | Gruppo | Nazione   | Atleti                                                       | Tempo   | Note    |
| ----- | ------ | --------- | ------------------------------------------------------------ | ------- | ------- |
| 1     | 1      | Sudafrica | Thapelo Phora, Pieter Conradie, Le Roux Hamman, Zakhiti Nene | 3:05.36 | Q       |
| 2     | 1      | Botswana  | Leungo Scotch, Nijel Amos, Maotoanong Leaname, ?             | 3:06.54 | Q       |
| 3     | 1      | Nigeria   | ?, ?, Henry Okorie, ?                                        | 3:07.02 | Q       |
| 4     | 1      | Zambia    | ?, Sydney Siame, Titus Kafunda Mukhala, ?                    | 3:09.11 | q       |
| 5     | 1      | eSwatini  | ?, Zwane Tantaza, Andile Vincent Lusenga, Sibusiso Matsenjwa | 3:09.11 | q       |
| 6     | 1      | Etiopia   | Mosisa Siyoum, Efrem Mekonnen, Gadisa Bayu, ?                | 3:11.95 |         |
| N.D.  | 1      | Camerun   | ?, Donald Nyanjua, Adbin Zoedong, Nsangou Tetndap            | dq      | R170.20 |
| 1     | 2      | Kenya     | ?, ?, Aron Koech, Alphas Kishoyian                           | 3:05.55 | Q       |
| 2     | 2      | Algeria   | ?, ?, Slimane Moula, ?                                       | 3:08.15 | Q       |
| 3     | 2      | Senegal   | Frederic Mendy, ?, ?, Ibrahima Mbengue                       | 3:09.70 | Q       |
| 4     | 2      | Uganda    | Pius Adome, Rashid Etiau, ?, Geofrey Rutto                   | ?:??.?? |         |
| 5     | 2      | Namibia   | Mahmad Bock, Hardus Maritz, Even Tjiviju, Ernst Narib        | 3:11.53 | [ 2 ]   |
| N.D.  | 1      | Sudan     |                                                              | dns     |         |
| N.D.  | 1      | Zimbabwe  |                                                              | dns     |         |

### Finale
| Class   | Nazione   | Atleti                                                              | Tempo   | Note                  |
| ------- | --------- | ------------------------------------------------------------------- | ------- | --------------------- |
| Oro     | Kenya     | Jared Momanyi, Alphas Kishoyian, Aron Koech, Emmanuel Korir         | 3:00.92 | Record dei campionati |
| Argento | Sudafrica | Zakhiti Nene, Cornel Fredericks, Pieter Conradie, Thapelo Phora     | 3:03.50 |                       |
| Bronzo  | Nigeria   | Orukpe Eraiyokan, Rilwan Alowonle, Isah Salihu, Chidi Okezie        | 3:04.88 |                       |
| 4       | Zambia    | Daniel Mbewe, Sydney Siame, Titus Kafunda Mukhala, Kennedy Luchembe | 3:04.98 | Record nazionale      |
| 5       | Algeria   | ?, Slimane Moula, ?, Abdelmalik Lahoulou                            | 3:05.27 |                       |
| 6       | Senegal   | Frederic Mendy, Ousmane Sidibé, Malick Djibulou, Ibrahima Mbengue   | 3:11.04 |                       |
| N.D.    | Botswana  | ?, Nijel Amos, Maotoanong Leaname, ?                                | dnf     | [ 3 ]                 |
| N.D.    | eSwatini  |                                                                     | dns     |                       |